# 入江君人
入江君人，日本輕小說家，現居千葉縣。

## 概要
2009年，第二十一屆Fantasia大賞以得到長篇小說大獎。

## 主要作品
- 《神不在的星期天》（
  - 輕小說（2010年1月－2014年5月，富士見Fantasia文庫，全9卷）
  - 文庫版（2013年5月－2013年7月，角川文庫，全3卷）
- 《魔法之子》（2013年10月，富士見Fantasia文庫，全1卷）
- 《孤独公主与神灯恶魔》（王女コクランと願いの悪魔）（2014年9月－2015年6月，富士見L文庫，全2卷）

## 資料來源
1. ↑  .   [2013-10-06]. （原始内容存档于2016-03-04）.

## 外部連結
- 入江君人的X（前Twitter）